# Reitergeschichte

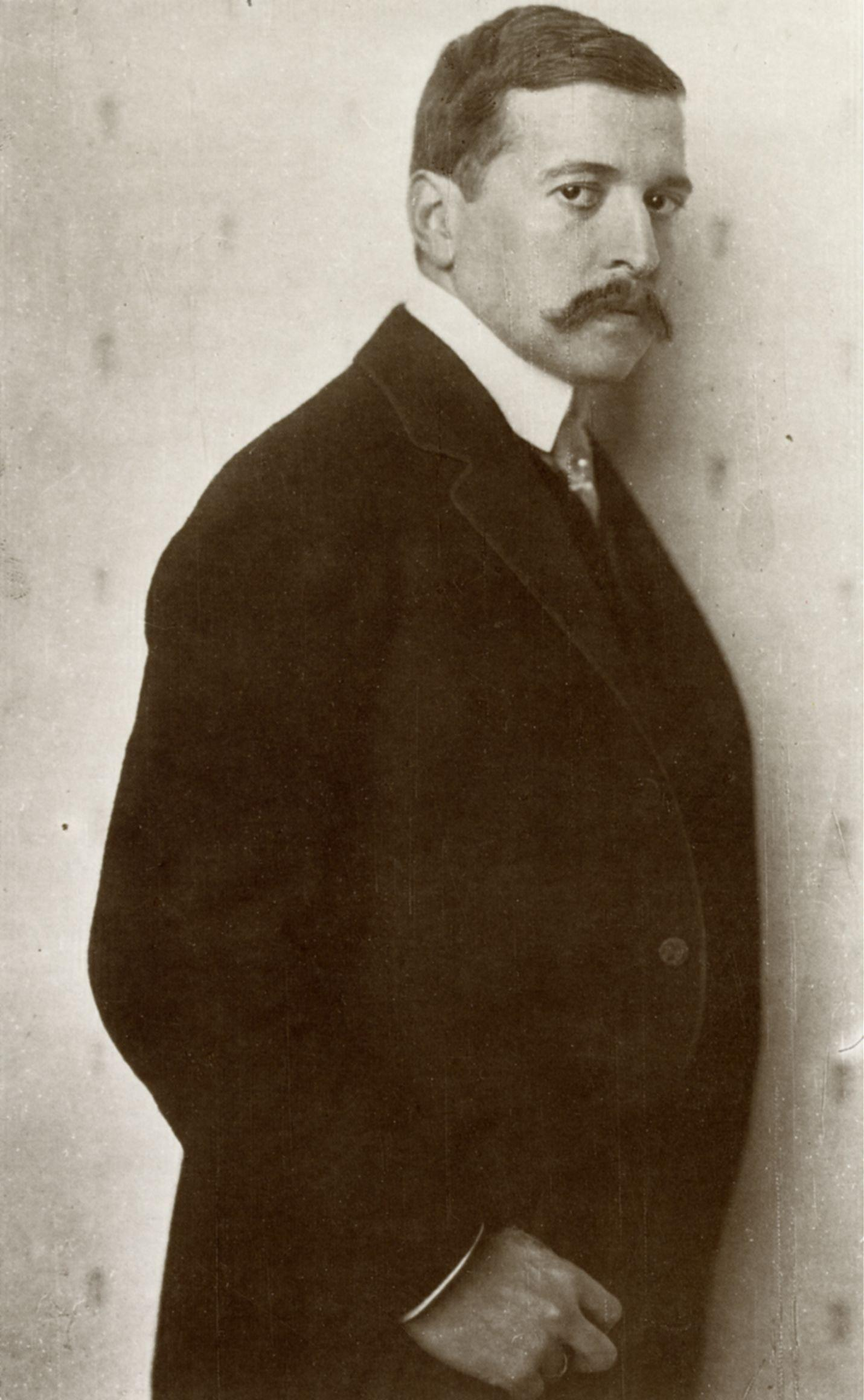
Hugo von Hofmannsthal 1910

Die Reitergeschichte ist eine 1899 veröffentlichte Erzählung Hugo von Hofmannsthals.

## Inhalt
Die Erzählung spielt im Revolutionsjahr 1848 vor dem Hintergrund der Italienischen Unabhängigkeitskriege.
Auf dem Weg nach Mailand durchkämmt ein österreichisches Streifkommando, geführt von Rittmeister Baron Rofrano, die damals noch österreichische Lombardei. Nach erfolgreichen kleineren Gefechten und der Gefangennahme einiger feindlicher Soldaten befindet sich die Schwadron vor Mailand und blickt auf die Stadt, die von allen feindlichen Truppen verlassen worden ist. Der Rittmeister entscheidet, in diese nun wehrlose Stadt einzureiten.

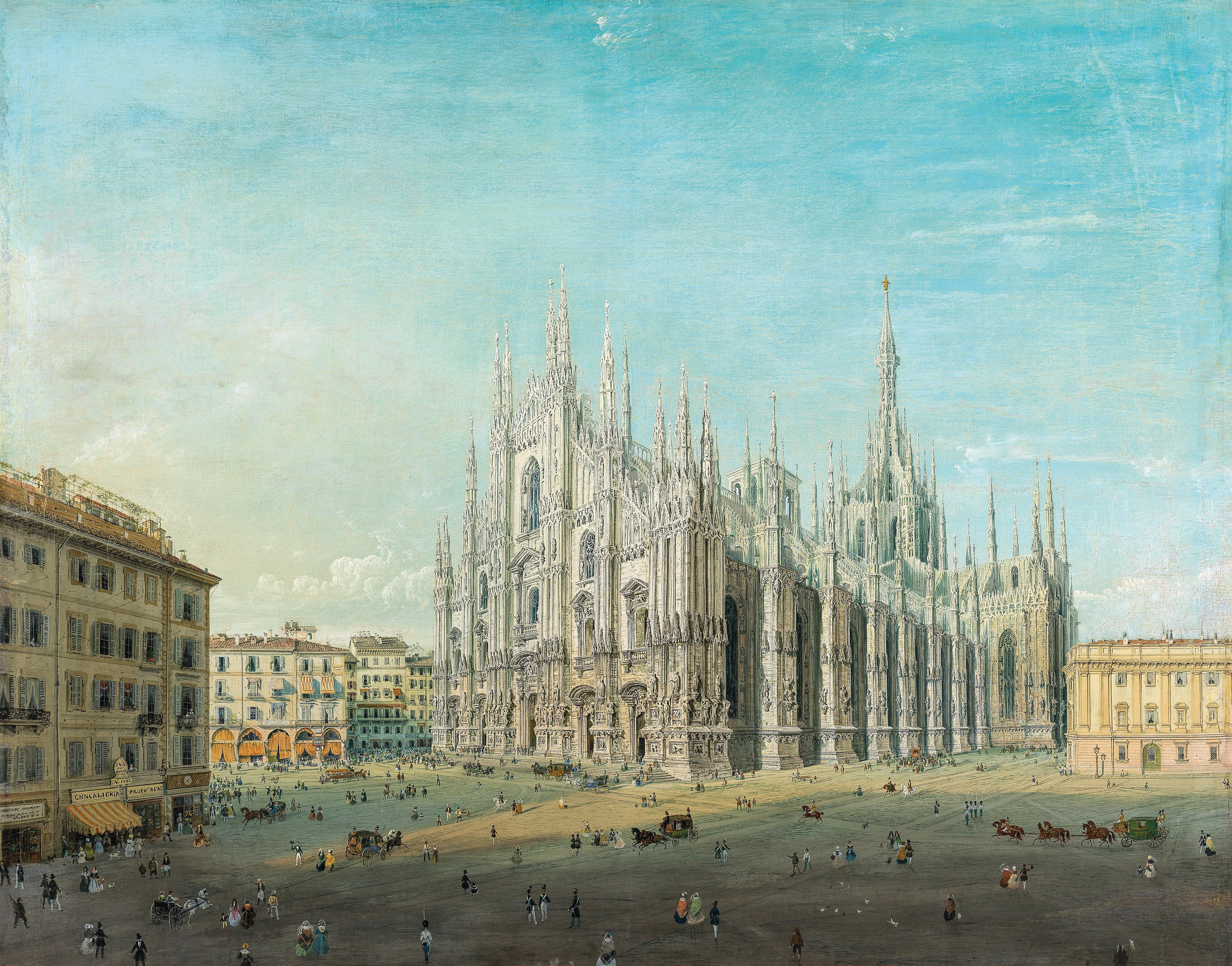
Carlo Bossoli: Mailänder Dom und Piazza del Duomo, um 1848

Bei ihrem Ritt über die prächtigen Straßen, vorbei am Dom und anderen Wahrzeichen, begleitet von den Blicken schöner Frauen, läuten die Mittagsglocken, die Trompeten schmettern den Generalmarsch und die achtundsiebzig Kürassiere präsentieren „achtundsiebzig aufgestemmte nackte Klingen“.
Als die Schwadron dabei ist, die Stadt zu verlassen, meint der Wachtmeister Anton Lerch in der Nähe des Stadttores das Gesicht einer ihm bekannten Frau zu erblicken. Er setzt sich von der Schwadron ab und sieht, wie im Inneren des Hauses eine Zimmertür aufgeht und eine „üppige Frau“ in einem Morgenanzug sichtbar wird. In der Wohnung fällt ihm ein älterer Mann auf, der sich soeben zurückzieht. Lerch erinnert sich, die Frau vor vielen Jahren in Wien kennengelernt und in Gesellschaft ihres damaligen Liebhabers einige Zeit mit ihr verbracht zu haben. Während sie ihn anlächelt, steigt ein Verlangen in ihm auf. Er redet sie mit ihrem Namen Vuic an und kündigt ihr an, in einigen Tagen zurückzukehren und sich bei ihr einzuquartieren. Er folgt der Schwadron, ohne von Vuic mehr als ein verlegenes Lachen empfangen zu haben.
Unter der gleißenden Sonne gibt Lerch sich erotischen Machtphantasien hin, in denen sich der Wunsch nach einer zivilen Existenz und militärische Vorstellungen mischen. Er stellt sich vor, wie er sich mit Vuic und dem fremden Mann, der die Rolle eines Kammerdieners übernimmt, einige Zeit amüsieren wird. Während er seinen Träumereien nachhängt, spürt er einen Durst „nach Gratifikationen, nach plötzlich in die Tasche fallenden Dukaten [...]. Denn der Gedanke an das bevorstehende erste Eintreten in das Zimmer mit den Mahagonimöbeln war der Splitter im Fleisch, um den herum alles von Wünschen und Begierden schwärte.“
Gegen Abend, als das Streifkommando einen weiteren Angriff plant, entdeckt Lerch ein abgelegenes Dorf, das verlockend wirkt und seinen Wunsch nach rascher Beute weckt. Mit zwei Untergebenen löst er sich von der Schwadron, um das Dorf in einem Überraschungsangriff zu erobern. Während seine Begleiter die Häuser von beiden Seiten umreiten, will er mit gezückter Pistole die Dorfstraße hinauf reiten.
Doch sein Pferd muss auf der wie mit glitschigem Fett beschmierten Straße langsamer traben, und Lerch wird mit düsteren Szenen konfrontiert: In der Totenstille des öde wirkenden Ortes sieht er verfallene Häuser, in denen halbnackte Gestalten herumlungern. Eine Frau in schmutziger Kleidung schlurft auf ihn zu, ohne dass er ihr Gesicht erkennen könnte. Zwei ineinander verbissene blutende Ratten rollen auf die Straße, eine gibt einen jämmerlichen Schrei von sich, der sein Pferd irritiert. Eine Gruppe verwahrloster Hunde kreuzt seinen Weg; einer von ihnen schaut den Wachtmeister mit müden und kranken Augen an. Lerch will weiter, doch der Weg wird von einer Kuh versperrt, die von einem Burschen an einem Strick zur Schlachtbank gezerrt wird und die sich gegen ihr Schicksal stemmt. Der Gang seines Pferdes scheint Lerch immer schwerer und langsamer, sodass die Straße gar kein Ende zu nehmen scheint und ihm die Zeit endlos vorkommt.
Als Lerch in der Ferne einen Wachtmeister seines Regiments auf sich zukommen sieht, treibt er sein Pferd an, und auch dieser beschleunigt sein Tempo und hält auf Lerch zu. Als beide die Brücke erreichen, erkennt Lerch in dem anderen sich selbst. Entsetzt reißt er sein Pferd zurück und wendet sich ab, woraufhin auch sein Doppelgänger wieder spiegelbildlich reagiert und sich plötzlich auflöst.
Im gleichen Moment kommt es zu einem weiteren Angriff der Schwadron. Lerch reitet mitten ins Getümmel und stürzt sich in den Kampf, stößt einen Soldaten vom Pferd und verfolgt einen jungen Offizier. Als der Offizier mit seiner Pistole auf Lerch zielt, stößt er ihm seinen Säbel in den Mund und erbeutet den Schimmel.
Im Dunst der untergehenden Sonne erscheint es Lerch, als sei die rot schimmernde Weidelandschaft wie von großen Blutlachen bedeckt. Er reitet an der Truppe vorbei und erkennt, dass sie keinen Mann verloren, aber neun Pferde gewonnen hat. Mit seiner Beute begibt sich Lerch zum Rittmeister und meldet das Geschehen. 
Die Schwadron befindet sich durch die erfolgreichen Gefechte in gehobener Stimmung und scheint im Siegestaumel weitere Feinde angreifen zu wollen. Der Rittmeister aber befiehlt stattdessen, die erbeuteten Pferde freizulassen. Die Schwadron zögert, dem Befehl zu gehorchen und die Beute aufzugeben. Der Rittmeister zieht eine Pistole, wiederholt seinen Befehl lauter und beginnt zu zählen. Er blickt auf Lerch, der regungslos auf seinem Pferd sitzt und den Blick starr erwidert. In ihm steigt Zorn gegen seinen Vorgesetzten auf, der ihm den edlen Eisenschimmel nicht gönnt. Der Rittmeister hebt den Arm, zählt drei und feuert auf den Wachtmeister. Lerch stürzt tot zu Boden. Augenblicklich lassen die Soldaten ihre Beutepferde los.
Ein erneuter Angriff auf die Gegner wird nicht erwidert. Kurze Zeit später erreicht die Schwadron die übrigen Teile der eigenen Armee.

## Hintergrund
Die 1899 in der Weihnachtsbeilage der Neuen Freien Presse veröffentlichte Erzählung weist autobiographische Bezüge auf. 1894 verbrachte Hofmannsthal ein Freiwilligenjahr in Mähren und nahm 1896 und 1898 an Waffenübungen in Galizien teil. Während dieser Zeit berichtete er in Briefen von Schmutz und Hässlichkeit, Elend und Tristesse. Hofmannsthals militärische Erfahrungen und das soldatische Milieu fanden neben der Reitergeschichte auch in den weiteren frühen Erzählungen Soldatengeschichte (entstanden 1895/6) und Das Märchen der 672. Nacht (erschienen 1895) Eingang.
Am 23. Juli 1898, beinahe ein halbes Jahrhundert nach dem Tag, an dem die Erzählung spielt, schrieb Hofmannsthal einen Brief an Leopold von Andrian, in dem er von seinem Plan berichtete, er werde eine „kurze Reitergeschichte aus dem Feldzug Radetzkys im Jahr 1848 schreiben“. Derartige exakte zeitliche Rückbezüge zu bestimmten Ereignissen finden sich auch in anderen Werken Hofmannsthals.

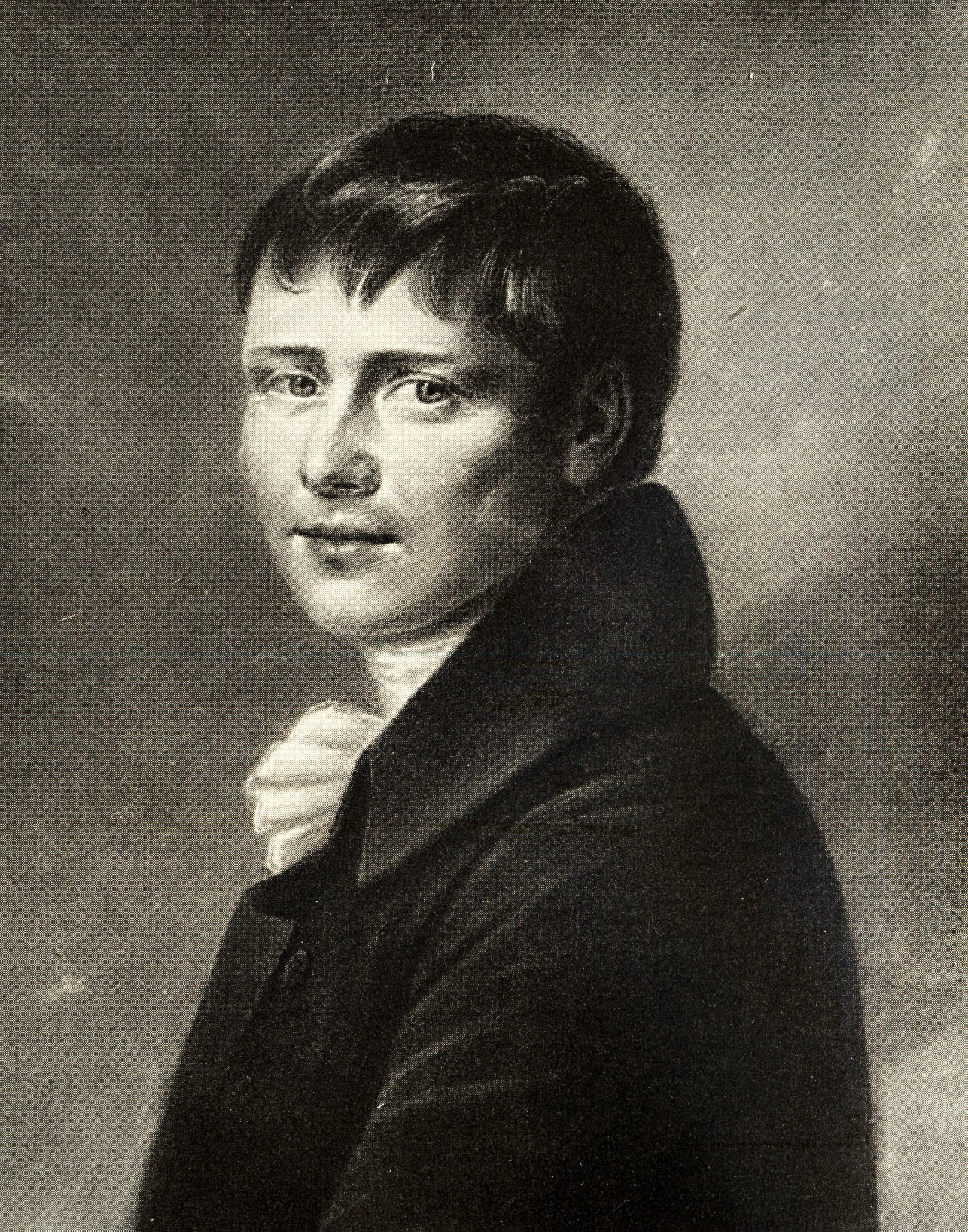
Heinrich von Kleist

Das Datum 1899 markiert die Grenze zwischen zwei Jahrhunderten und bezeichnet die literarische Situation des Jungen Wien. Die intertextuelle Orientierung der Reitergeschichte an der Prosa Heinrich von Kleists, die von vielen Interpreten erkannt wurde, ist ebenso auffällig wie ihre avantgardistische, hermetische Verschlossenheit.
Der Autor ließ die Reitergeschichte zwar später mehrfach nachdrucken, nahm sie aber nicht in seine repräsentative Ausgabe der Gesammelten Werke von 1924 auf und bezeichnete sie als Schreibübung.
Hofmannsthal, der das stilistisch hier Geleistete im späteren, Fragment gebliebenen Andreasroman fortsetzen wollte, hat sich in seinen folgenden Werken von der Modernität der Reitergeschichte distanziert. Seit seinem Bruch mit Stefan George und während der fruchtbaren, für die Operngeschichte bedeutsamen Zusammenarbeit mit Richard Strauss bemühte er sich vermehrt um eine breite öffentliche Anerkennung seines Schaffens. Die Hinwendung zu den anerkannten Gattungen der Komödie und der Oper sowie seine zugänglichere Essayistik zeigen einen Abstand zum Avantgardismus seiner frühen Erzählung, wenn er auch in seiner Prosa immer wieder modernistische Tendenzen erkennen ließ, etwa bei der Schilderung von Brutalität.
Nach ihrem Erscheinen gab es Andeutungen, es könne sich bei der Reitergeschichte um ein Plagiat handeln. In einem Tagebucheintrag hatte sich Arthur Schnitzler über Hofmannsthals Neigung zu „literarischen Aneignungen“ geäußert. Neben der Reitergeschichte nennt er die Erzählung Erlebnis des Marschalls von Bassompierre, auf deren offensichtlichen Goethe-Bezug (Unterhaltungen deutscher Ausgewanderten) Hofmannsthal nicht glaubte hinweisen zu müssen, dies aber später am Ende des Textes nachholte.
Hofmannsthal, so Schnitzler, habe die Ähnlichkeiten auch merkwürdig gefunden, „gestand aber nichts zu“. Der Verdacht wurde bisher nicht geklärt, auch weil eine literarische oder historische Quelle der Reitergeschichte nicht identifiziert werden konnte.

## Besonderheiten
Die Reitergeschichte gilt im Werk des Dichters als ungewöhnlich. Die mit dem Namen Hofmannsthal seit seinem frühen Ruhm verbundene Vorstellung des feinsinnigen, hochbegabten Ästheten, von dem man zu wissen glaubte, er lasse während des Dichtens seine Hand über eine Schale kostbarer Edelsteine gleiten, wird mit diesem Text erschüttert.
In der Erzählung fällt das Nebeneinander von auktorialer und personaler Erzählperspektive auf. Das rätselhafte Verhalten der Personen erinnert an spätere Werke Franz Kafkas.
Die Mischung aus sachlichem Berichtston und präziser Schilderung von Erfahrungen und Erinnerungen, Wünschen und Phantasien springt ebenfalls ins Auge. Während der nüchterne Eingangssatz an einen Zeitungsbericht erinnert, weist die zynische Schilderung, wie der Schimmel „leicht und zierlich wie ein Reh die Füße über seinen sterbenden Herrn hinhob“ auf Eigenschaften der literarischen Moderne.
Ein weiteres, für den Stil der Erzählung auffallendes Merkmal ist das impressionistische Nebeneinander bestimmter Einzeleindrücke, das sich auch in der Syntax der Erzählung niederschlägt. Durch dieses Verfahren entstehen weitläufige und komplexe Satzgebilde, in denen der zentrale Hauptsatz ebenso verschwindet wie der Held des Geschehens.

## Interpretation
Die Erzählung hat zahlreiche Deutungen erfahren. Die Antworten auf die von Richard Alewyn gestellte Frage: „Warum muß der Wachtmeister Anton Lerch sterben?“ fallen höchst unterschiedlich aus. Neben werkimmanenten und symbolischen Interpretationen wurden auch sozialpolitische Fragen gestellt und auf den Abstand zwischen dem adligen Baron Rofrano und dem aus den mittleren sozialen Schichten stammenden Wachtmeister hingewiesen. Während Volker O. Durr in der Tötung des Wachtmeisters die „maßlose Reaktion einer geschwächten und verstörten Oberschicht“ sieht, bewertet Alewyn dessen Verhalten als „Aufstand des Gemeinen gegen das Edle, des Häßlichen gegen das Schöne“.
Andere Interpretationen betonen den Aspekt der Gewalt. Die über eine schlichte Soldatengeschichte hinausgehende Erzählung zeige die Mechanismen von Gewalt und Strategien ihrer Verlagerung und Umlenkung. Der seltsame Tod des Wachtmeisters erscheint nach dieser Betrachtung als deren Fluchtpunkt.
Auch die Gewalt zwischen den Geschlechtern, wie sie z. B. im Verhältnis zwischen der untergebenen Vuic und dem besitzergreifenden Lerch zum Ausdruck kommt, wurde bereits in Hofmannsthals frühen Dramen Die Frau im Fenster und Die Hochzeit der Sobeide thematisiert und dort jeweils aus der Perspektive der leidenden Frau dargestellt.
Mit dem Fokus auf Gewalt kann die Erzählung als Analyse von Aggressionen gedeutet werden, die im Aufeinandertreffen von Ausschweifungen und Hindernissen in den Untergang führen. Zwei Ordnungsmuster stoßen gegeneinander: Den geschilderten, militärisch notwendigen Verhaltensweisen der Soldaten steht die Innenwelt des Wachtmeisters gegenüber, dessen träumerische Sonderwege und aufbrechende Wünsche zu seinem Tod führen. Der Tod erscheint dabei ambivalent als Ergebnis radikaler Gewalt wie als Widerstand gegen die Macht des vorgesetzten Rittmeisters, der am Ende möglicherweise die Gefahr der Insubordination spürt.
Die beiden Ordnungsmuster können auch als das Militärische und das Ökonomische beschrieben werden: Lerch ist durch seine Zugehörigkeit zur Armee den militärischen Regeln und Herrschaftsstrukturen unterworfen. Zugleich werden in ihm Wünsche nach Wohlstand und finanzieller Macht wach, die sich u. a. in dem riskanten Angriff auf das Dorf ausdrücken, von dem sich Lerch eine „Gratifikation“ erhofft. Beide Prinzipien, Militär und Ökonomie, ergänzen einander, wie es der Gewinn des Beutepferds durch das Töten des Gegners zeigt, gehen aber nicht widerstandslos ineinander auf: In der Konfrontation am Schluss der Erzählung treffen die militärische Ordnung, vertreten durch den auf seine Befehlsgewalt bedachten Rittmeister Rofrano, und Lerchs ökonomische Ansprüchen, versinnbildlicht durch das Beutepferd, das fortzugeben er nicht bereit ist, mit fatalem Ausgang aufeinander.
Eine Reihe weiterer Interpretationen verfolgt einen tiefenpsychologischen Ansatz. Diese Deutungen identifizieren im Verhalten der Schwadron wie des Wachtmeisters erotische und aggressive Motive. Der Herrschaftsanspruch der Reiter etwa komme in der obszönen Siegergebärde zum Ausdruck, mit aufgestemmten nackten Klingen durch Mailand zu reiten. Das Klingenmotiv weist nach dieser Lesart einen phallischen Hintergrund auf.
Im Verhalten des Wachtmeisters gegenüber der Frau und in seinen Phantasien zeige sich, dass der durch lange Unterdrückung behinderte Eros des Ekels als Stimulans bedürfe. Beim Anblick einer Fliege, die über den Haarkamm der Frau kriecht, gibt Lerch sich dem Gedanken hin, wie er seine Hand, mit der er die Fliege verscheucht, sogleich auf den „weißen, warm und kühlen Nacken legen würde“. Die Zärtlichkeitsbekundungen verbinden sich mit der Herrschaftsgeste, den Kopf der Frau gewaltsam zu bewegen und seine Einquartierung bei ihr fraglos anzukündigen. Auch die Erinnerungen an die Erlebnisse in Wien sind erotischer Natur. Die Frau, deren Name bereits etwas Zweideutiges hat (Vuica ist das kroatische Wort für Wölfin und wird synonym auch für Hure verwendet), fasziniert ihn durch eine klebrig-dumpfe Sinnlichkeit, und allein der Gedanke an das Zimmer setzt eine Fülle erotischer Bilder frei. Der fremde Mann wird zum Objekt erotischer Gewaltphantasien und verwandelt sich in einen Diener oder in andere Figuren, die zu beherrschen Lerch sich vorstellt.

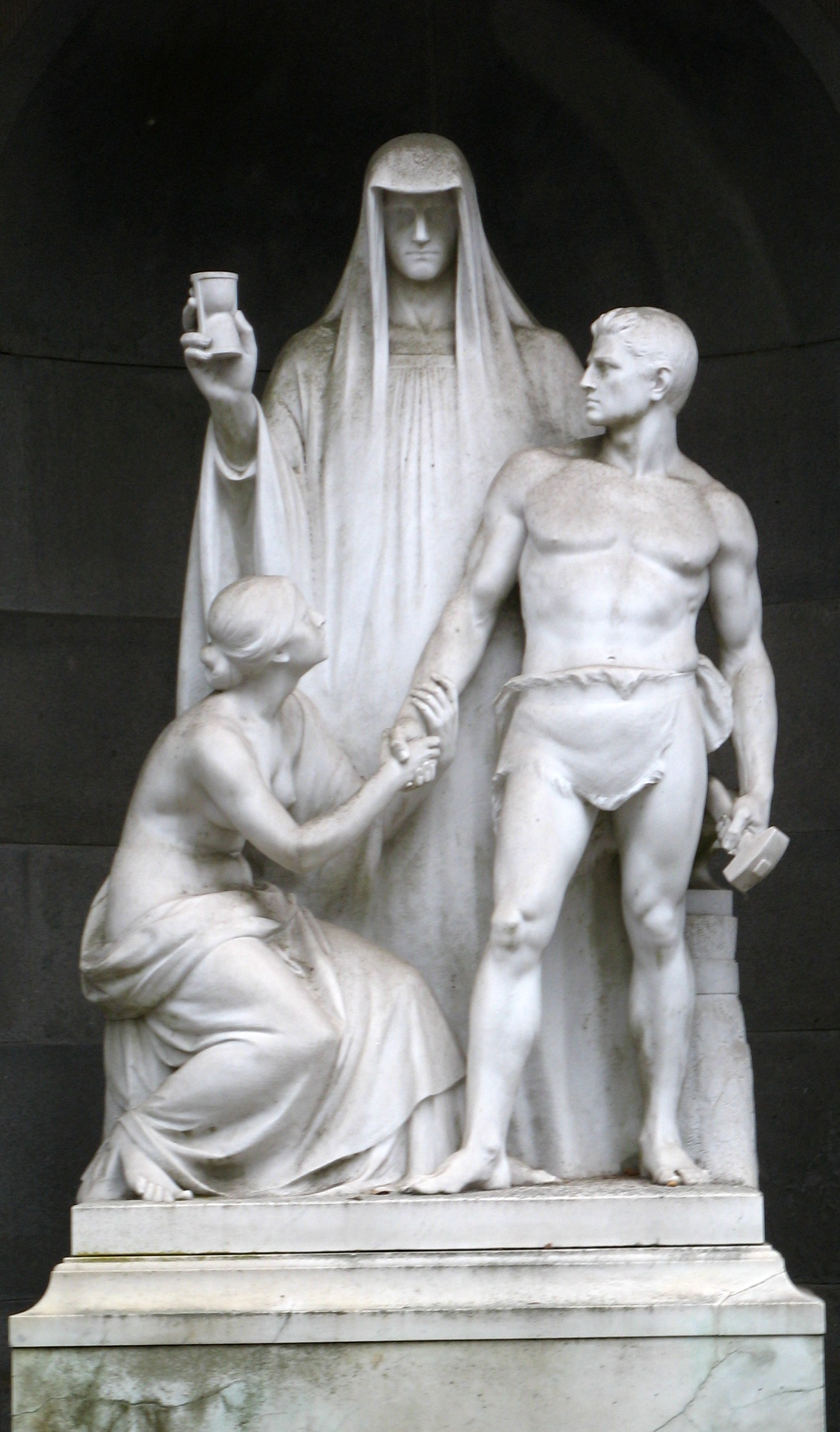
Ernst Herter: Memento mori, allegorische Darstellung des Todes

Die düstere Dorfepisode mit den alptraumhaften Bildern vom Leid der Kreatur wird als Darstellung der Innensicht Lerchs gedeutet.
Lerchs Fixierung auf den Eisenschimmel mit seinen schönen und geschmeidigen Bewegungen erinnert an einen Fetisch.
Der Untergang Anton Lerchs beginnt bereits mit dem Ausscheren aus der Formation, als er das Gesicht der Frau erblickt. Zwar kann er nach kurzer Zeit den anderen folgen, doch der Gedanke „an das bevorstehende erste Eintreten in das Zimmer mit den Mahagonimöbeln war der Splitter im Fleisch, um den herum alles von Wünschen und Begierden schwärte“.
Die Begegnung des Ichs mit sich selbst als Doppelgänger wurde als Ankündigung des eigenen Todes interpretiert.
In Tradition und Aberglaube galt der Anblick des eigenen Ichs häufig als Bote des baldigen Todes. Auf der anderen Seite kann die Begegnung als Zeichen einer mentalen Dissoziation oder psychischer Zerrissenheit interpretiert werden: Reales und gewünschtes Ich des Wachtmeisters fallen auseinander.
Das Doppelgängermotiv war in Hofmannsthals Frau im Fenster ebenfalls ein Zeichen des nahenden Todes.
Die Erzählung beeinflusste, besonders in der Verbindung und Überhöhung der Motive Gewalt, Tod und Erotik, zeitgenössische und spätere Autoren. Deutliche Anklänge an die Reitergeschichte enthalten etwa Rainer Maria Rilkes nur ein Jahr später erstmals veröffentlichte Weise von Liebe und Tod des Cornet Christoph Rilke sowie Alexander Lernet-Holenias Novelle Der Baron Bagge aus dem Jahr 1936.